# نمت‌فالو
نِمِت‌فالو (به مجاری:  Németfalu) یک منطقهٔ مسکونی در مجارستان است که در زالا واقع شده‌است. نمت‌فالو ۸٫۶۶ کیلومتر مربع مساحت و ۲۱۴ نفر جمعیت دارد.